# Lukács Péter (kézilabdázó)
Lukács Péter (Budapest, 2002. július 30. –) magyar kézilabdázó, a Telekom Veszprém KC játékosa, de jelenleg kölcsönben a norvég Elverum Håndball csapatában szerepel.
Válogatottban és klubcsapatában a mezszáma 27.

## Sportpályafutása

### Klubcsapatokban
Budapesten született, 2009 és 2015 között a Soroksári TE / FTC-PLER / PLER Budapest PLER KC korosztályos csapatainak volt a csapatkapitánya, 2015-ben átigazolt az FTC-hez, 16 évesen bemutatkozott a felnőtt NBI-es csapatban is, majd 2020–2021-es szezonban kölcsönben átkerült a Telekom Veszprém keretébe, melynek utánpótlás csapatának kapitányaként (BFKA Veszprém) ezüstérmes és gólkirály lett az NBI/B-s felnőtt bajnokságban (21 mérkőzés / 182 gól). A 2021–2022-es szezont már a Telekom Veszprém KC felnőtt csapatában folytatta, ahol az NBI, a Magyar Kupa mellett bemutatkozott az EHF Bajnokok Ligájában is, részt vett a kölni BL Final 4-on, melynek bronzmeccsén gólt is szerzett. A 2022–2023-as szezont követően a norvég élvonalbeli Elverum csapatában folytatta pályafutását, ahová két idényre adta kölcsön a Veszprém.

### A válogatottban
A magyar férfi serdülő kézilabda-válogatott csapatkapitánya 2017-2019 között, a magyar férfi ifjúsági kézilabda-válogatott csapatkapitánya 2019-2021 között, és a magyar férfi junior kézilabda-válogatott csapatkapitánya 2021-2023 között. A serdülőkkel a 2019-es göteborgi nyílt EHF Európa Bajnokságon 5., az ifivel a 2021-es EHF Európa Bajnokságon 9., a juniorokkal a 2022-es portugáliai EHF Európa Bajnokságon 5. helyezést ért el. Legnagyobb utánpótlás sikerét a 2023-as junior világbajnokságon érte el, ahol ezüstérmes lett.
A felnőttválogatottban 2024-ben mutatkozott be egy Finnország elleni Európa-bajnoki selejtező mérkőzésen.

## Sikerei, díjai
- SEHA-liga-győztes: 2021, 2022
- Magyar bajnok: 2023
  - Ezüstérmes: 2021, 2022
- Magyar kézilabdakupa-győztes: 2022, 2023
- Junior világbajnokság: ezüstérmes: 2023

## Díjak, elismerések
- 2018 Az év férfi serdülő kézilabdázója[5]
- 2020-2021 NBI/B Felnőtt Bajnokság - Gólkirály (21 mérkőzés / 182 gól)